# Lakenvelder (rund)

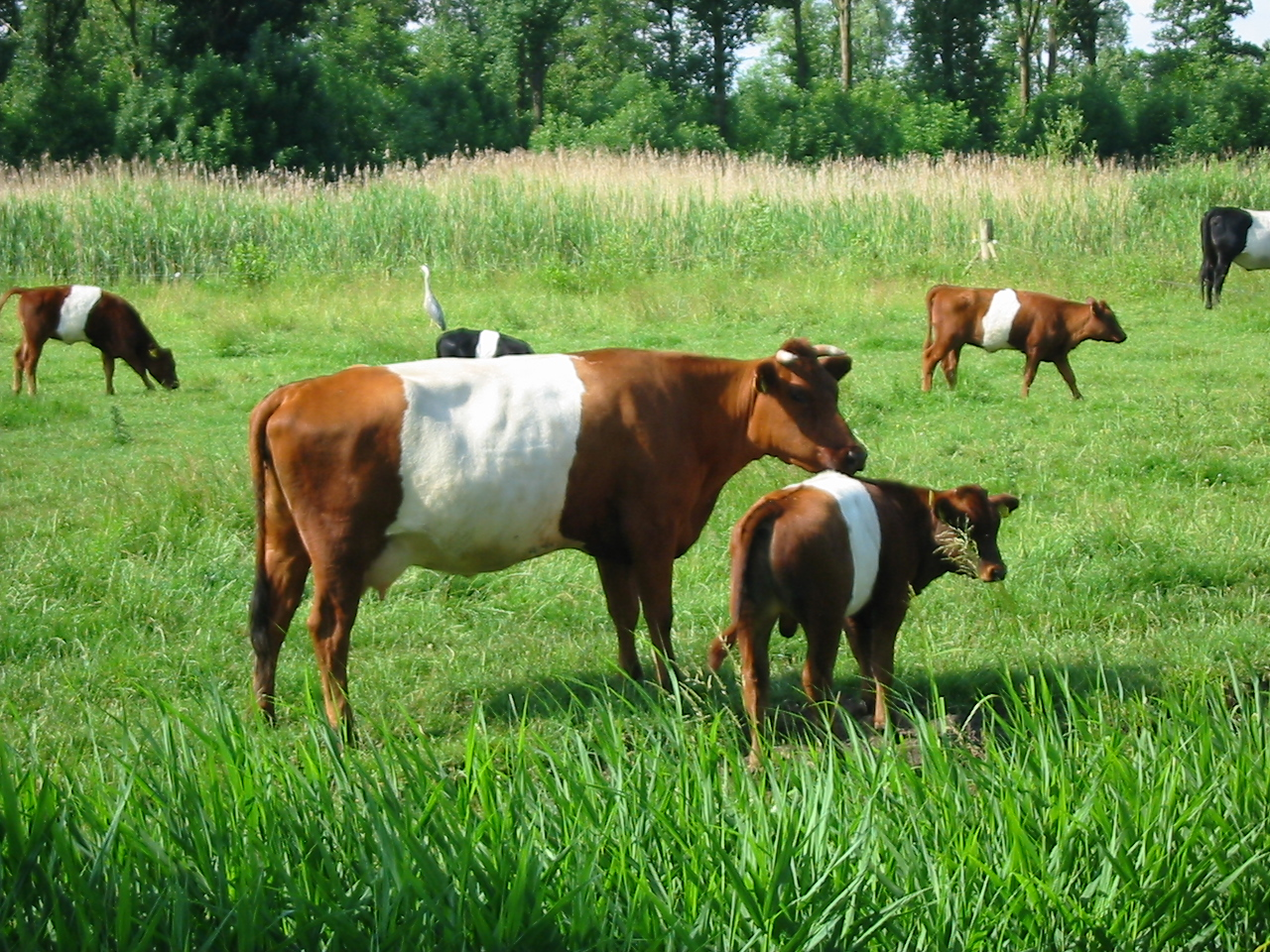
Lakenvelders bij Leusden

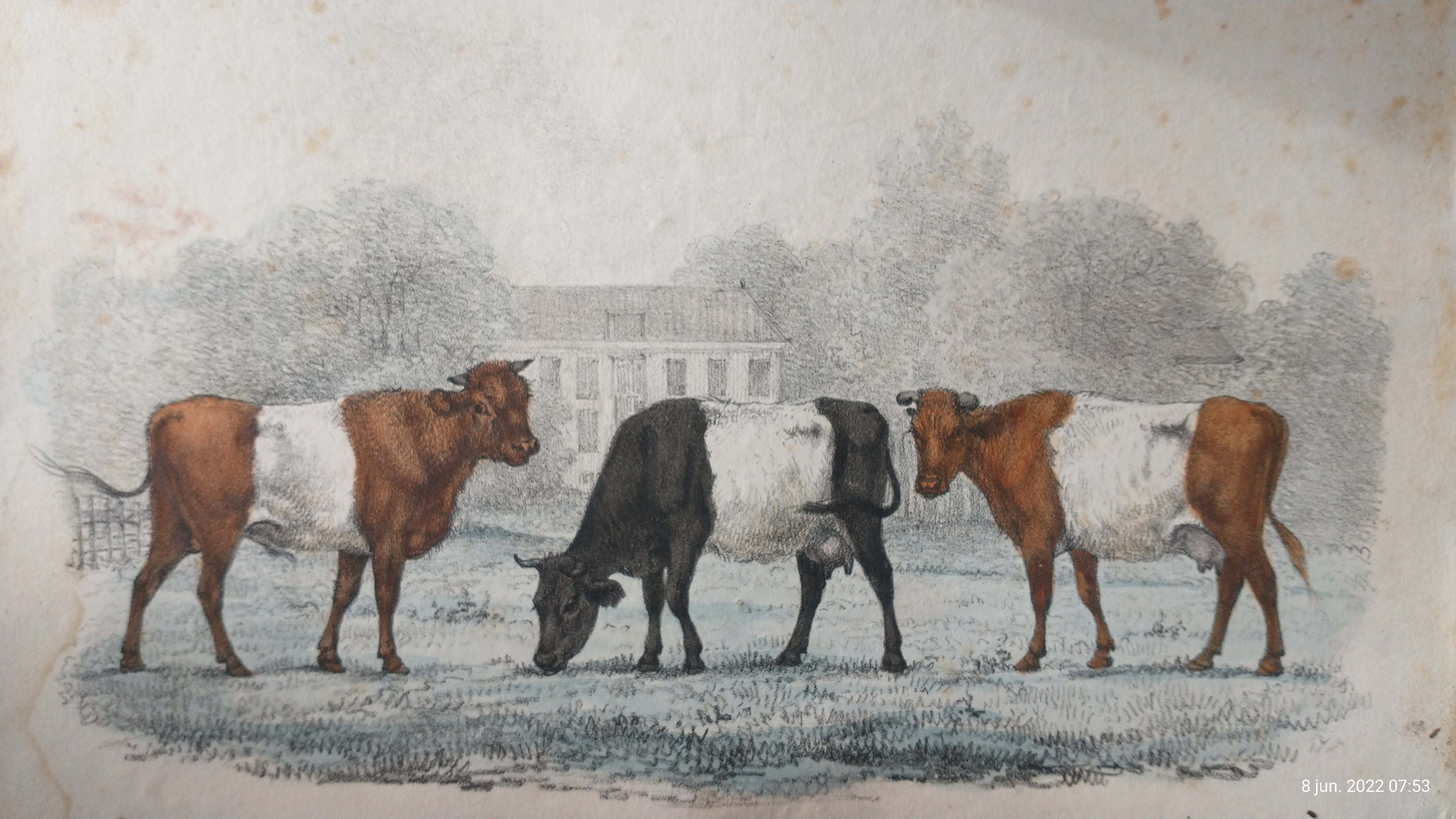
Parkrunderen op landgoed, 19e eeuw

De lakenvelder is een runderras dat vooral herkenbaar is aan de witte band tussen de voor- en achterpoten om de buik en rug van een verder zwart of rood dier, de lakenvelder tekening. Er zijn echter nog veel andere kenmerken die het dier ook moet bezitten om een echte lakenvelder te zijn.

## Geschiedenis
Hoewel in het buitenland soms beweerd wordt dat het van oorsprong een Nederlands ras is, is dat niet aangetoond en daarom onzeker. Dit komt doordat de registratie destijds nog niet sluitend was. Stamboeken, oormerken en identificatie en registratie bestonden nog niet. Het is wel aannemelijk dat de lakenvelder een Nederlands ras is. De lakenvelder is een al eeuwenoud ras. Al in de 12e eeuw wordt er, in de vorm van een beschrijving, in Nederland melding gemaakt van lakenvelders. De vroegst bekende afbeelding is een schilderij uit ongeveer 1450.
In de 17e en 18e eeuw werden 'parkrunderen', zoals lakenvelders ook wel worden genoemd, vooral gehouden op de buitens van landadel en patriciaat. Met het grotendeels verdwijnen van deze landgoederen in de 20e eeuw werd de lakenvelder met uitsterven bedreigd, en niet voor het eerst. Op het dieptepunt waren er in heel Nederland nog zo'n 300 lakenvelder runderen, een aantal dat inteelt en een hoge verwantschap binnen de populatie onvermijdelijk maakt zo lang er streng geselecteerd wordt en er geen vers bloed wordt toegelaten.

## Heden

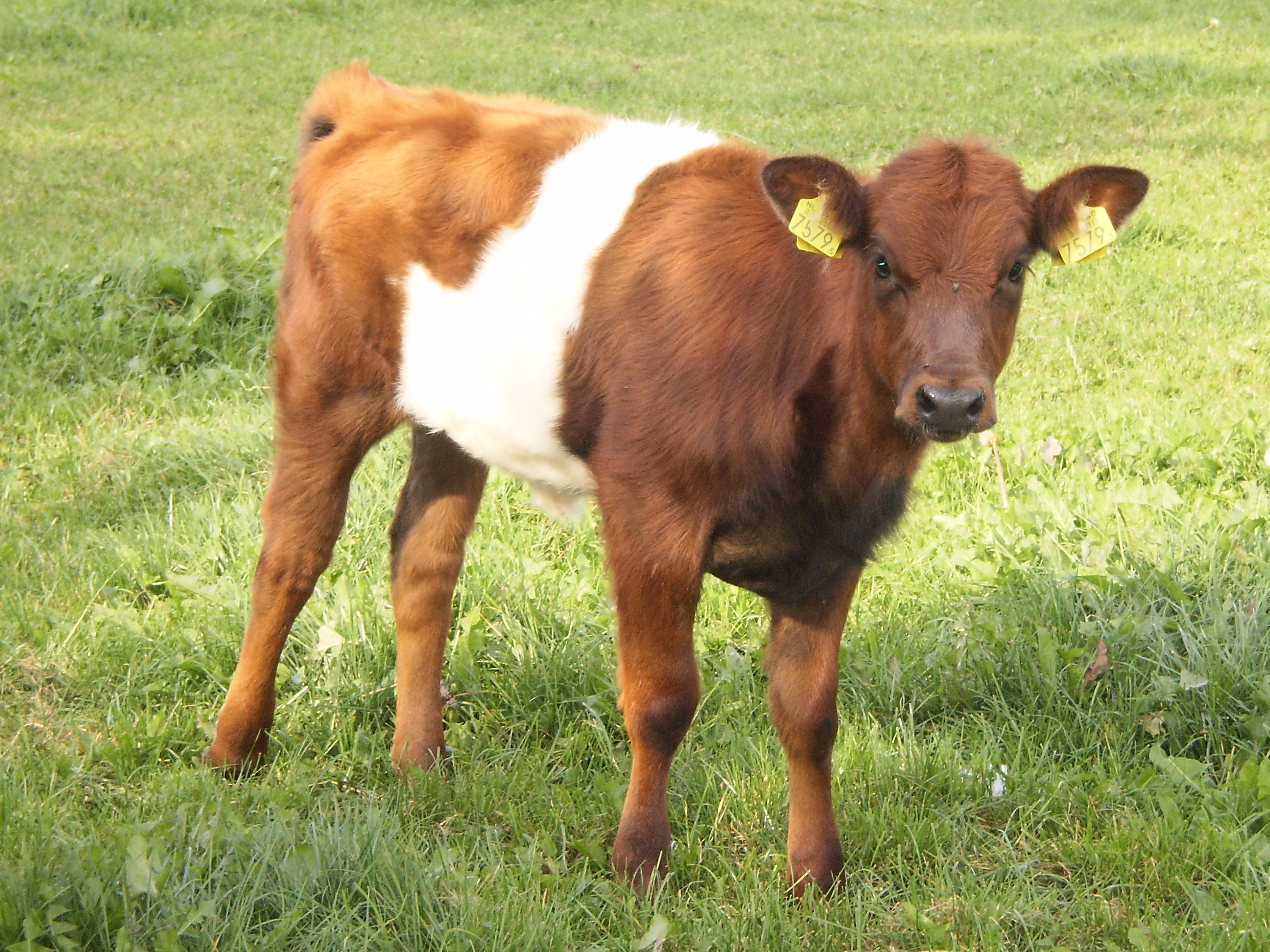
Lakenvelder kalf

Er zijn in Nederland ruim 3300 lakenvelder runderen en dit aantal is groeiende. Lakenvelder runderen zijn er in twee kleuren "Rood wit" en "Zwart wit", het merendeel van de populatie heeft de kleur "Rood wit". Net als bij de rassen MRIJ, Fries Hollands, Holstein-Friesian enzovoort, is ook bij de lakenvelder de zwarte kleur dominant over de rode kleur. Bij het kruisen van beide kleuren is daarom de roodfactor van belang.
De lakenvelder wordt vooral gewaardeerd om haar vriendelijke karakter en haar probleemloosheid. Met name zorgboerderijen, kinderboerderijen en hobbyboeren werken graag met lakenvelders. Door de goede voederomzetting en het gemakkelijk afkalven wordt de lakenvelder ook steeds populairder bij natuurbegrazingsprojecten.
Het fokken van lakenvelders is een kunst. Aan de ene kant moet het dier goed van bouw zijn, zodat het dier zich zelf prima kan redden, aan de andere kant is een mooie aftekening gewenst. Door op meerdere eigenschappen te selecteren is een snelle genetische vooruitgang op alle eigenschappen onmogelijk. Een kudde goede koeien fokken met een fraaie uniforme aftekening vraagt tijd, geduld en energie.
De genetisch bepaalde wat tragere groei en een rantsoen van gras en hooi, aangevuld met een mineralen liksteen, zorgen voor vlees dat qua smaak en structuur van goede kwaliteit is. Dit werd bevestigd door Slow Food die de lakenvelders op 21 juni 2010 als eerste Nederlandse rundveeras liet toetreden tot haar 'ark van de smaak'. De Ark commissie kwam tot de conclusie dat de Lakenvelder alles in zich heeft om de Wagyu van Nederland te worden. Inmiddels is een presidium erkend dat lakenvelder jong rundvlees produceert volgens een strak protocol. Dit presidium, onder leiding van de Stichting Lakenvelder Vlees, wist in 2011 door te dringen tot de finale bij de Smaak van Nederland.

## Vereniging Lakenvelder Runderen
In 1979 is een fokkersclub voor lakenvelders opgericht. Deze werd in 1997 omgezet in de Vereniging Lakenvelder Runderen (VLR). De vereniging stelt zich ten doel het lakenvelder runderras in Nederland en daarbuiten in stand te houden. Dit doet ze onder anderen door haar leden te adviseren bij aan- en verkoop van dieren, het selecteren van de beste stieren voor de KI, het keuren van koeien en stieren, het waarderen van bewezen fokkoeien met het predicaat waardevolle fokkoe (WFK) en de promotie en informatie-uitwisseling door middel van het blad en allerlei ander promotiemateriaal. Recent heeft de Vereniging Lakenvelder Runderen een werkgroep in het leven geroepen die zorg draagt voor de afzet van het lakenveldervlees bij restaurants. Daarnaast verzorgt de Vereniging Lakenvelder Runderen een jaarlijkse ledendag en studiedagen om leden beter met elkaar in contact te brengen en zo de uitwisseling van kennis te stimuleren.
Jaarlijks wordt ook 'De Dag van de Lakenvelder' georganiseerd door de Vereniging Lakenvelder Runderen. Op deze dag stelt een aantal fokkers zijn bedrijf open voor publiek.
In 2014 werd op initiatief van de Vereniging Lakenvelder Runderen het boek 'De Lakenvelder, niet uit het veld te slaan' uitgegeven.
In België heeft het provinciaal domein Bokrijk een bescheiden fokprogramma van lakenvelders opgestart. Men treft dit runderras aan in de weilanden van het domein alsook in het openluchtmuseum.

## Zeldzaamheid
In 2020 waren er 1512 volwassen vrouwelijke dieren (≥ 2 jaar). De inteelttoename per generatie is 0,5 – 1 %.
Volgens de normen van de FAO is het ras bedreigd maar wel stabiel. Inmiddels zijn er 3300 van deze mooie koeien in Nederland. En omdat veel meer mensen dieren houden als hobby, en niet inkomen, is hij niet meer bedreigd na een lange tijd. Al blijft deze ‘sieraad voor het landschap’ zeldzaam.